# Kollegiatstift St. Moritz (Augsburg)

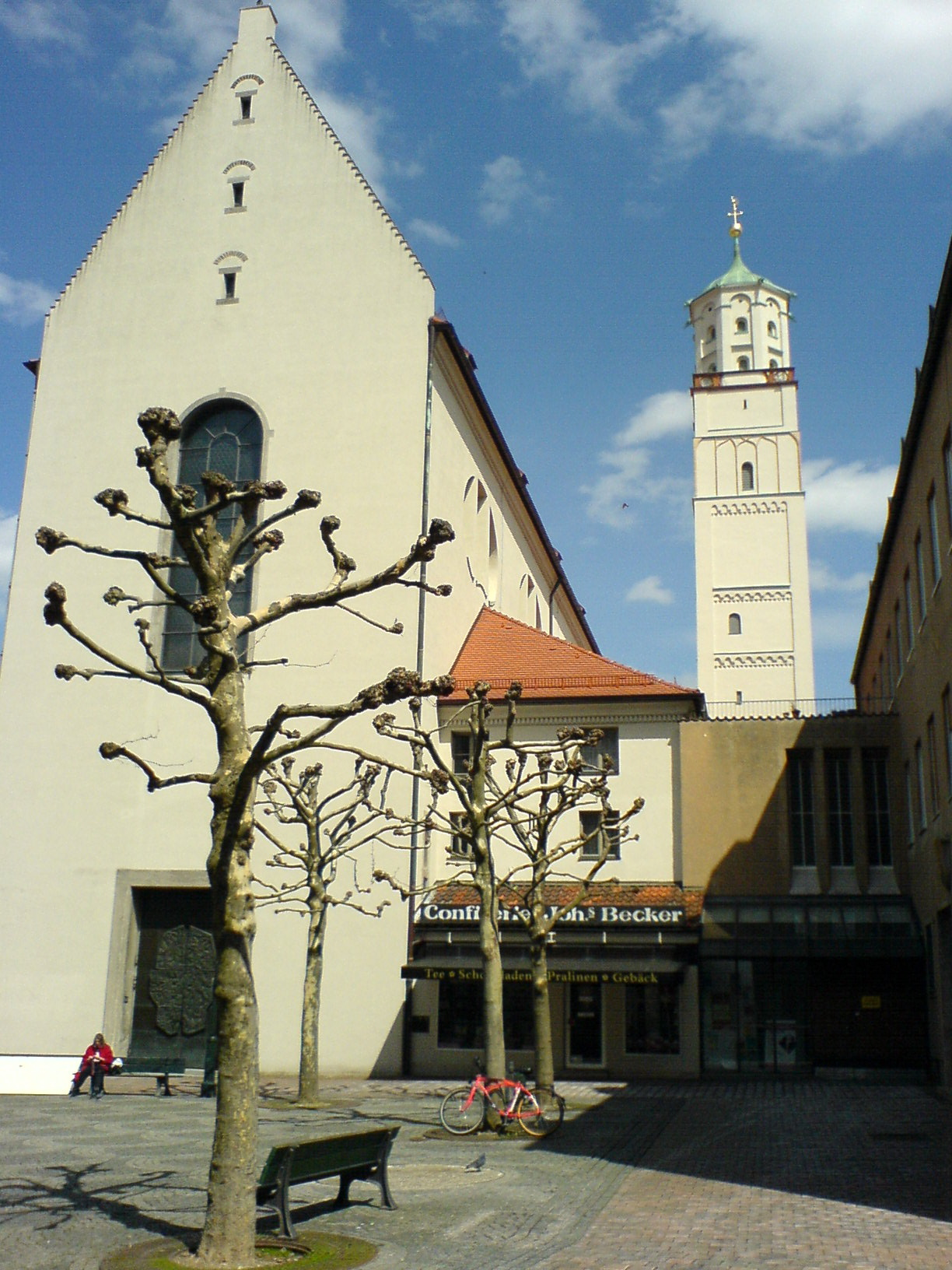
Ehemalige Stiftskirche St. Moritz in Augsburg

Das Kollegiatstift St. Moritz war ein Kanonikerstift in Augsburg in Bayern in der Diözese Augsburg. Es bestand seit 1020 und wurde im Zuge der Säkularisation 1802 aufgelöst.

## Geschichte
Das Stift wurde 1020 von Bischof Bruno, dem Bruder Kaiser Heinrichs II. ins Leben gerufen und war nach dem Domstift, dem Kloster St. Ulrich und Afra und dem Kloster St. Stephan die vierte geistliche Gemeinschaft in Augsburg. Es besaß vermutlich kurz nach seiner Gründung pfarrliche Rechte und betreute das Siedlungsgebiet zwischen St. Ulrich und Afra, Perlach und Dom. Das Recht der freien Probstwahl erlangte das Stift 1178 und war so vom Domkapitel unabhängig. Eine öffentliche Lateinschule unterhielt St. Moritz seit dem 12. Jahrhundert.
Mit dem Erwerb des Kirchenpatronats vom Heiligen Stuhl 1518 garantierten die Fugger während der Reformationszeit den Fortbestand des Stiftes. Zugleich sicherte sich die Familie mit einer Zahlung von 1000 Gulden eine Prädikaturstiftung zu, die ein Vorschlagsrecht über die Prediger- und Pfarrstelle in St. Moritz beinhaltete. Die noch bestehende Prädikatur wird heute vom Fuggerschen Seniorat wahrgenommen.
Berühmte Pröpste von St. Moritz waren, wenn auch nur nominell, der Kurfürst von Trier Franz Georg von Schönborn (1701–1746) oder der Erzbischof von Salzburg Hieronymus Josef Graf von Colloredo-Waldsee (1759–1775). Die Dekane waren als Stellvertreter die eigentlichen Funktionsträger. In der Säkularisationszeit wurde das Stift 1802 aufgehoben. Bei seiner Auflösung bestand der Konvent aus 20 Mitgliedern, davon 10 Kanonikern, 8 Vikariern sowie 2 Chorprovisoren. Die ehemalige Stiftskirche wurde zur Stadtpfarrkirche.

## Stiftsgebäude
Das ehemalige Stiftsgebäude wurde im Zweiten Weltkrieg zerstört und in der Nachkriegszeit durch einen Neubau ersetzt. Der Pfarrhof auf der gegenüberliegenden Seite, im Zuge des Durchbruches der Bürgermeister-Fischer-Straße im Jahre 1905 neu errichtet, wurde 1954 abgebrochen. An dessen Stelle steht seit 1956 ein Kaufhauskomplex.

## Grundherrschaft
Das Kollegiatstift stand unter der Landeshoheit des Hochstifts Augsburg. Bereits 1178 befand sich Biburg als bischöfliches Lehen in den Händen von St. Moritz. Es übte dort das Präsentationsrecht aus und seit 1499 auch das Vogteirecht. Mitte des 18. Jahrhunderts besaß St. Moriz in Biburg 52 Feuerstätten mit dem Nieder- und Gassengericht. Zudem gewann das Stift in Memmenhausen, Münster und Honsolgen größeren Besitz.

### Liegenschaften
- Biburg (73 Anwesen)[3]
- Kreppen (5 Anwesen)
- Neudeck (2 Anwesen)
- Neusäß (4 Anwesen)
- Steppach (8 Anwesen)
- Göggingen (3 Anwesen)
- Ustersbach (mehrere Anwesen)
- Täfertingen (3 Anwesen)
- Gersthofen (1 Anwesen)
- Maingründel (1 Anwesen)
- Stadtbergen (2 Anwesen)
- Rettenbergen (2 Anwesen)
- Deubach (1 Anwesen)
- Kühbach (1 Anwesen)
- Vallried (1 Anwesen)
- Aretsried (7 Anwesen)
- Achsheim (1 Anwesen)

### Wappen
Dem Stiftswappen von St. Moritz (Goldener Schild mit grünem Dreiberg) sind die Wappen folgender heutiger Ortschaften entlehnt.

Aretsried
Biburg
Vallried